# ميل (إحداثي فلكي)

المطلع المستقيم والميل الزاوي كما يرى من داخل الكرة السماوية. وهما احداثيان يحددان موقع نجم أو جرم سماوي، في حقبة معينة.

المَيْل أو الميل الزاوي أو الميل الاستوائي، (بالإنجليزية: Declination)‏، عُرف في عصر الحضارة الإسلامية باسم البُعْد، في حين كان يُطلق عليه اسم مَيْل الكوكب مجازًا؛ في علم الفلك هو قيمة الزاوية بين أي جرم سماوي وخط الاستواء السماوي وذلك على دائرة عظمى تمر بالنجم وبقطبي السماء. وهو أحد الإحداثيات المستخدمة في تحديد موقع أية نقطة على الكرة السماوية، والأخرى تُسمّى المطلع المستقيم. يقاس الميل الزاوي بالدرجات والدقائق والثواني القوسية. وإذا كان النجم شمال خط الاستواء السماوي تكون قيمة بعده بالموجب (+) والنجم الذي يقع إلى جنوب خط الاستواء تكون قيمة بعده بالسالب (-) فنقول مثلا أن الميل الزاوي للسماك الرامح +19° 10′ 56″ (بالزائد لكونه يقع شمال خط الاستواء السماوي)، والسماك الأعزل −11° 09′ 40.759″ (بالناقص لكونه يقع جنوب خط الاستواء السماوي).